# Dương Cầm đêm Phương
Dương Cầm đêm Phương là một live concert diễn ra vào đêm ngày 17 tháng 6 năm 2018 tại boong tàu Paradise Elegance tại Hạ Long, Quảng Ninh của ca sĩ Thu Phương. Đây là live concert của Phương cô hát hoàn toàn với piano với sự tham gia diễn tấu của nhạc sĩ trẻ Dương Cầm. Concert cũng đánh dấu lần đầu tiên hợp tác giữa cô và nhạc sĩ này.

## Bối cảnh
Sinh ra và lớn lên ở Hải Phòng, lập nghiệp tại Hà Nội nhưng bắt đầu được khán giả biết đến và yêu thích từ TP Hồ Chí Minh. Cô chia sẻ: “Đứng tại một sân khấu vô cùng đặc biệt ngay trên boong tàu giữa Vịnh Hạ Long, Phương thực sự thấy mình thuộc về biển, là Phương của tự do, là Phương thăng hoa nhất trên tất cả những sân khấu mà Phương từng biểu diễn, thăng hoa”.
~Thu Phương

## Danh sách ca khúc
1. Biển, nỗi nhớ và em
2. Bay đi cánh chim biển

Thu Phương trình diễn trong Dương Cầm đêm Phương tháng 6 năm 2018.

3. Biển cạn - Bang bang (Khi xưa ta bé)
4. Biển nghìn thu ở lại
5. Như chưa bắt đầu
6. Giữ lại hạnh phúc
7. Dòng sông lơ đãng
8. Chưa bao giờ
9. Đêm nằm mơ phố
10. Trăng dưới chân mình
11. Dạ khúc cho tình nhân
12. Dấu chân địa đàng
13. Tình hờ
14. Mong anh về
15. Hà Nội 12 mùa hoa
16. 60 năm cuộc đời
17. Hãy đến với em

## Tham gia sản xuất
- Biên tập và trình diễn: Thu Phương
- Piano và dàn dựng: Dương Cầm
- Nhà tài trợ: Paradise Elegance Halong Bay